# ۴۹۰ (پیش از میلاد)
۴۹۰ (پیش از میلاد) ۴۹۰مین سال قبل از تقویم میلادی است.

## رویدادها
- ۱۲ سپتامبر-وقوع جنگ ماراتون